# Roman Roudenko
Pour les articles homonymes, voir Roudenko.
Roman Andreïevitch Roudenko (en russe : Рома́н Андре́евич Руде́нко) ou Roman Andriïovytch Roudenko (en ukrainien : Роман Андрійович Руденко), né le 25 juillet 1907 (7 août dans le calendrier grégorien), à Nossivka (aujourd'hui en Ukraine), mort le 23 janvier 1981 à Moscou, est un juriste et un homme politique soviétique. Il fut notamment procureur au procès de Nuremberg.

## Biographie
Roman Roudenko naquit le 25 juillet 1907 (7 août dans le calendrier grégorien) dans une famille de paysans de la petite ville de Nossivka. Après avoir suivi une formation professionnelle de juriste dans une école de Moscou, il devint en 1929 procureur en Union soviétique. En 1936, il adhéra au Parti communiste. Il suivit une formation complémentaire à l'Académie juridique de l'Union soviétique et fut nommé vice-procureur (1942), puis procureur de la république socialiste soviétique d'Ukraine de 1944 à 1953.
En juin 1945, il fut procureur lors du procès politique des chefs militaires de la Résistance polonaise, dit « Procès des seize », qui se tint à Moscou. Au principal procès de Nuremberg, contre les chefs de l'Allemagne nazie (novembre 1945 à octobre 1946), il fut l'accusateur en chef pour l'Union soviétique. Il tenta vainement de joindre le massacre des officiers polonais — massacre de Katyn — aux chefs d'accusation. Comme François de Menthon, le procureur français, il réclama la peine de mort pour tous les accusés. Il avait le grade militaire de lieutenant général au moment du procès de Nuremberg.
Roudenko fut également l'un des commandants en chef du camp spécial no 7 du NKVD , un ancien camp de concentration nazi, jusqu'à sa fermeture en 1950. Sur les 60 000 prisonniers qui y furent incarcérés sous sa supervision, 12 500 trouvèrent la mort en raison d'une nourriture insuffisante et des maladies. Aucun procès n'eut lieu.
En 1951, il devint député au Soviet suprême de l'URSS. Après la mort de Staline, il fut nommé procureur général de l'URSS le 1er juillet 1953, cinq jours après l'arrestation de Lavrenti Beria. Roudenko fut juge au procès qui condamna Beria à mort.
Il s'occupa en août 1960 du procès du pilote-espion américain Francis Gary Powers, abattu au-dessus du territoire soviétique. Puis il participa à la réhabilitation des victimes du stalinisme en tant que membre de la Commission Chvernik (1961-1963), qui fut chargée d'enquêter sur les mécanismes de la répression stalinienne.
À partir de 1961, il fut membre du Comité central du PCUS. Il conserva le poste de procureur général jusqu'à sa mort, en 1981.
En 1972, il reçut le titre honorifique de Héros du travail socialiste.
Roman Roudenko avait un frère, Leonid, qui était général dans l'armée de l'air soviétique. Il fut le principal témoin à charge lors du « procès Kravtchenko » (1949), où il fut mis en difficulté.

## Décorations
- Héros du travail socialiste
- Cinq fois l'ordre de Lénine
- Ordre du Drapeau rouge du Travail
- Ordre de la révolution d'Octobre

## Sources
- (de) Cet article est partiellement ou en totalité issu de l’article de Wikipédia en allemand intitulé « Roman Andrejewitsch Rudenko » (voir la liste des auteurs).

- (en) Cet article est partiellement ou en totalité issu de l’article de Wikipédia en anglais intitulé « Roman Rudenko » (voir la liste des auteurs).